# Ameivula mumbuca
Espèce
Synonymes
- Cnemidophorus mumbuca Colli, Caldwell, Costa, Gainsbury, Garda, Mesquita, Filho, Soares, Silva, Valdujo, Vieira, Vitt, Werneck, Wiederhecker & Zatz, 2003

Ameivula mumbuca est une espèce de sauriens de la famille des Teiidae.

## Répartition
Cette espèce est endémique du Tocantins au Brésil.

## Publication originale
- Colli, Caldwell, Costa, Gainsbury, Garda, Mesquita, Filho, Soares, Silva, Valdujo, Vieira, Vitt, Werneck, Wiederhecker & Zatz, 2003 : A New Species of Cnemidophorus (Squamata, Teiidae) From the Cerrado Biome in Central Brazil. Occasional Papers, Oklahoma Museum of Natural History, vol. 14, p. 1-14.